# Marcel Nguyễn Tân Văn
Marcel Nguyễn Tân Văn hay Gioakim Nguyễn Tân Văn (15 tháng 3 năm 1928 – 10 tháng 7 năm 1959) là một tu sĩ Dòng Chúa Cứu Thế Việt Nam thuộc Giáo hội Công giáo Rôma. 
Xuất thân trong gia đình Công giáo ở Bắc Ninh, Nguyễn Tân Văn sớm tiếp cận với giáo lý Công giáo và tu học ở quê nhà. Đến năm 1944, ông đi theo Dòng Chúa Cứu Thế và phục vụ trong cộng đồng ở cả miền Bắc và miền Nam, cho đến khi bị chính quyền Việt Nam Dân chủ Cộng hòa bắt giam vào năm 1955 do nghi ngờ làm gián điệp cho Hoa Kỳ và Việt Nam Cộng hòa trong Chiến tranh Việt Nam và bị kết án 15 năm tù. 
Marcel Nguyễn Tân Văn qua đời tại nhà lao Yên Bình vào năm 1959. Vào những năm 1990, một nhóm người tại Pháp đã khai mở án phong Chân phước và Thánh tử đạo cho ông.

## Thân thế và những năm đầu tu nghiệp
Nguyễn Tân Văn sinh ngày 15 tháng 3 năm 1928 trong một gia đình Công giáo tại Ngầm Giao, nay thuộc tỉnh Bắc Ninh. Ngay sau đó, cậu bé Văn đã được rửa tội với tên thánh là Gioakim. Thuở nhỏ, Văn được cho là khá vui vẻ và tinh nghịch. Khi mới ba tuổi, ông thường bày tỏ mong muốn trở thành một vị thánh. Khi em gái Văn chào đời năm 1932, gia đình đã gửi anh đến sống với dì của mình vì họ cho rằng việc anh thể hiện sự thân mật có phần hơi quá là nguy hiểm cho đứa trẻ mới sinh. Cậu bé Văn trở về sống với cha mẹ hai năm sau đó, khi lên sáu tuổi. Nguyễn Tân Văn sớm bày tỏ mong muốn dự rước lễ lần đầu, cậu đã được cha xứ cho phép bắt đầu học giáo lý.
Khi lên 7 tuổi, Nguyễn Tân Văn được mẹ gửi đến Nhà thờ Hữu Bằng, đến ở với linh mục Giuse Nhã, thời điểm đó cậu bé Văn có mong muốn trở thành một linh mục. Nhưng vào năm 1936, hai cơn bão liên tiếp đã tấn công khu vực này, đã phá hủy trang trại của gia đình Văn. Gia đình rơi vào cảnh nghèo đói cùng cực và không đủ khả năng tài chính để hỗ trợ việc học cho cậu, buộc Văn phải trở thành người giúp việc tại nhà thờ, và gác lại việc chuẩn bị cho vai trò linh mục. Vị mục sư đã bóc lột Văn, do vậy sau khi Văn hoàn thành chương trình tiểu học ở tuổi 12, linh mục Nhã đã dứt khoát dừng việc truyền dạy; điều này làm cậu bé Văn lang thang một thời gian bên ngoài rồi trở về với gia đình và chịu những tiếng đồn không hay từ bên ngoài. Sau đó linh mục Nhã đã đến thăm gia đình ông, đính chính rằng Văn không có lỗi, và cậu bé cuối cùng đã đồng ý trở lại nhà thờ Hữu Bằng, tuy nhiên đã lập một nhóm người để cùng bảo vệ, giúp đỡ nhau vượt qua những tổn thương tinh thần và thực hành đạo.
Năm 1942, Nguyễn Tân Văn theo học một Tiểu chủng viện dòng Đa Minh, nhưng nơi này bị quân đội Nhật chiếm đóng nên cậu chuyển sang Tiểu chủng viện Thánh Têrêsa Hài Đồng Giêsu ở Quảng Uyên, Lạng Sơn cùng với hai người bạn khác. Tại đây, Nguyễn Tân Văn đã khám phá được cuốn tự truyện Story of a Soul (Chuyện một tâm hồn) của Thánh Têrêsa thành Lisieux, và từ đó có chí hướng noi gương Têrêsa. Thời gian sau đó, cậu bé Văn đã hướng những suy nghĩ và góc nhìn về Alphonsus Liguori, người sáng lập Dòng Chúa Cứu Thế, mặc dù cậu ban đầu nghĩ rằng đó là Đức Mẹ Sầu Bi. Khi đọc một ấn phẩm của Dòng Chúa Cứu Thế, Văn muốn gia nhập dòng, tuy nhiên người đã dìu dắt Văn là Maillet có kế hoạch gửi cậu bé một chủng viện Đa Minh và đã bị sốc trước sự từ chối của cậu, điều này là một trong những hiểu lầm của nhà truyền giáo do nghĩ Tân Văn bướng bỉnh, kiêu ngạo và đã đuổi cậu khỏi tiểu chủng viện vào tháng 6 năm 1943. Sau đó, Tân Văn trở về nhà thờ Hữu Bằng và sau đó về gia đình trong khoảng thời gian ngắn.

## Tu sĩ Dòng Chúa Cứu Thế
Tháng 5 năm 1944, Nguyễn Tân Văn gửi thư cho Giáo tập Antonio Boucher xin vào Dòng Chúa Cứu Thế, sau đó một tháng ông được nhận vào tu viện Dòng Chúa Cứu Thế ở Hà Nội. Ba tháng sau, ông đã được nhận vào cộng đồng và trở thành chủng sinh vào ngày 17 tháng 10, nhận tên là Marcel. Ngày 8 tháng 9 năm 1946, Marcel Nguyễn Tân Văn bắt đầu phục vụ cho Dòng. Tại Hà Nội, ông phụ trách phòng may và phòng Thánh.
Vào khoảng năm 1950–1951, Nguyễn Tân Văn được gửi vào nhà dòng ở Sài Gòn. Năm 1952, ông về Đà Lạt. Khi Hiệp định Genève ký kết vào năm 1954, Việt Nam bị chia làm hai miền, gia đình của ông từ miền Bắc di cư vào miền Nam, cư trú tại giáo phận Xuân Lộc. Tuy nhiên, Marcel Văn lại quay trở lại miền Bắc, phục vụ Cộng đoàn Thái Hà tại Hà Nội.

## Bị bắt, qua đời và tôn vinh
Ngày 7 tháng 5 năm 1955, khi đi lấy lại chiếc xe gắn máy đang đưa đi sửa, Marcel Nguyễn Tân Văn đã bị chính quyền Việt Nam Dân chủ Cộng hòa bắt. Theo Nguyệt San Đức Mẹ Hằng Cứu Giúp, ông bị buộc tội làm gián điệp cho Hoa Kỳ và Việt Nam Cộng hòa. Ông đã bị tạm giam 15 ngày, rồi sau đó là 5 tháng biệt giam trước khi bị kết án 15 năm khổ sai ngày 26 tháng 5 năm 1956. Tháng 8 năm 1957, ông bị chuyển sang trại giam số 2, nhà lao Yên Bình, Yên Bái.
Trong những ngày cuối đời, ông bị kiệt sức do thiếu ăn, bệnh lao và bệnh thũng. Trưa ngày 10 tháng 7 năm 1959, Marcel Nguyễn Tân Văn qua đời tại nhà lao Yên Bình.
Từ năm 1994, Hội Thân hữu Thầy Văn (Les Amis de Van) tại Belley-Ars, Pháp đảm nhiệm việc mở án phong chân phước và phong thánh cho Marcel Nguyễn Tân Văn và chính thức khai mở án phong này ngày 26 tháng 3 năm 1997. Ngoài ra, ông cũng được công nhận "Tôi tớ Chúa".